# Réserve naturelle de Massåsen
La Réserve naturelle de Massåsen  est une aire protégée norvégienne qui est située dans le municipalité de Larvik, dans le comté de Vestfold.

## Description
La réserve naturelle de 1,4 km2 été créée en 2006 et est l'une des plus petites zones de conservation de la nature du comté de Vestfold.
Massåsen est un petit étang au sein d'une ancienne carrière qui est un repaire d'amphibiens. Sur ce site vivent, entre autres, des crapauds, des grenouilles rousses et les rares espèces de tritons communs et de grenouilles oxyrhines.

## Galerie

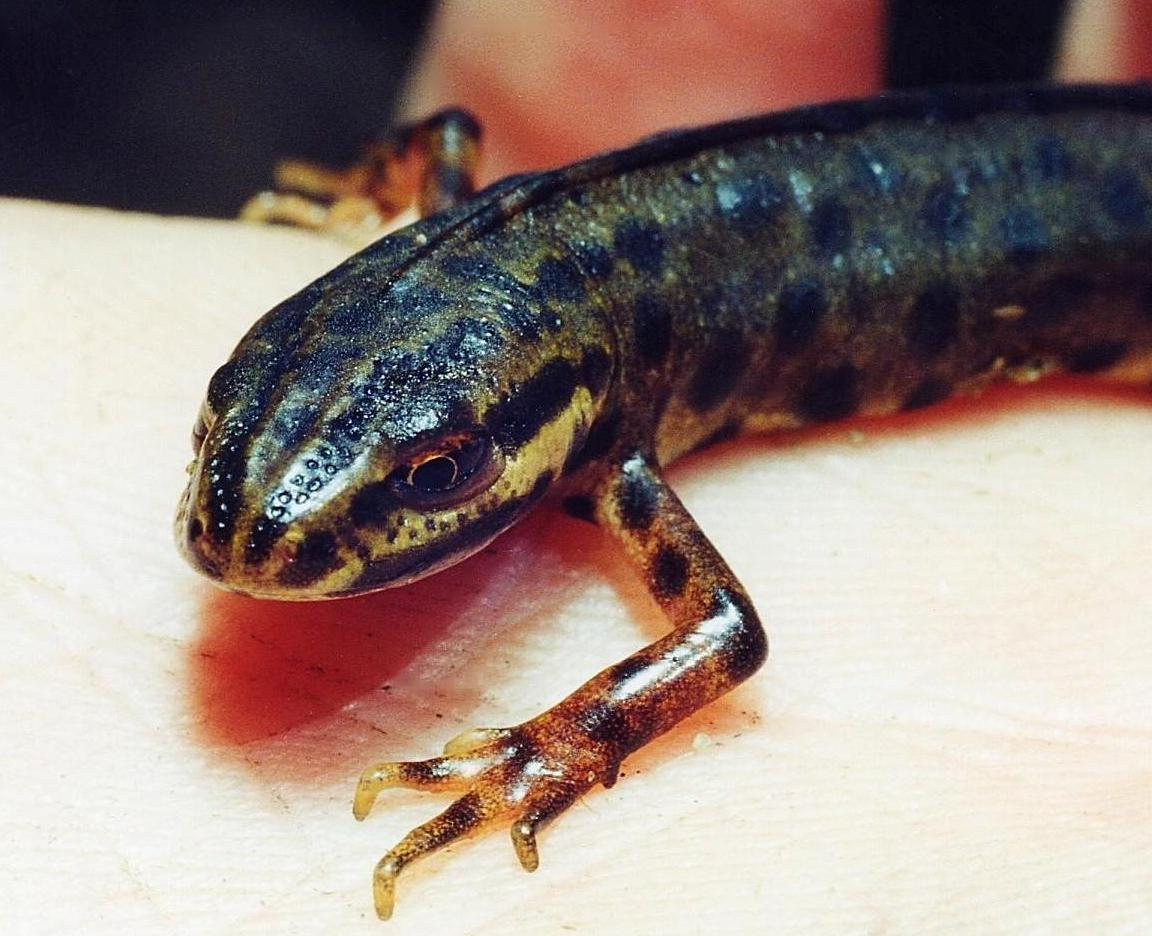
Triton commun
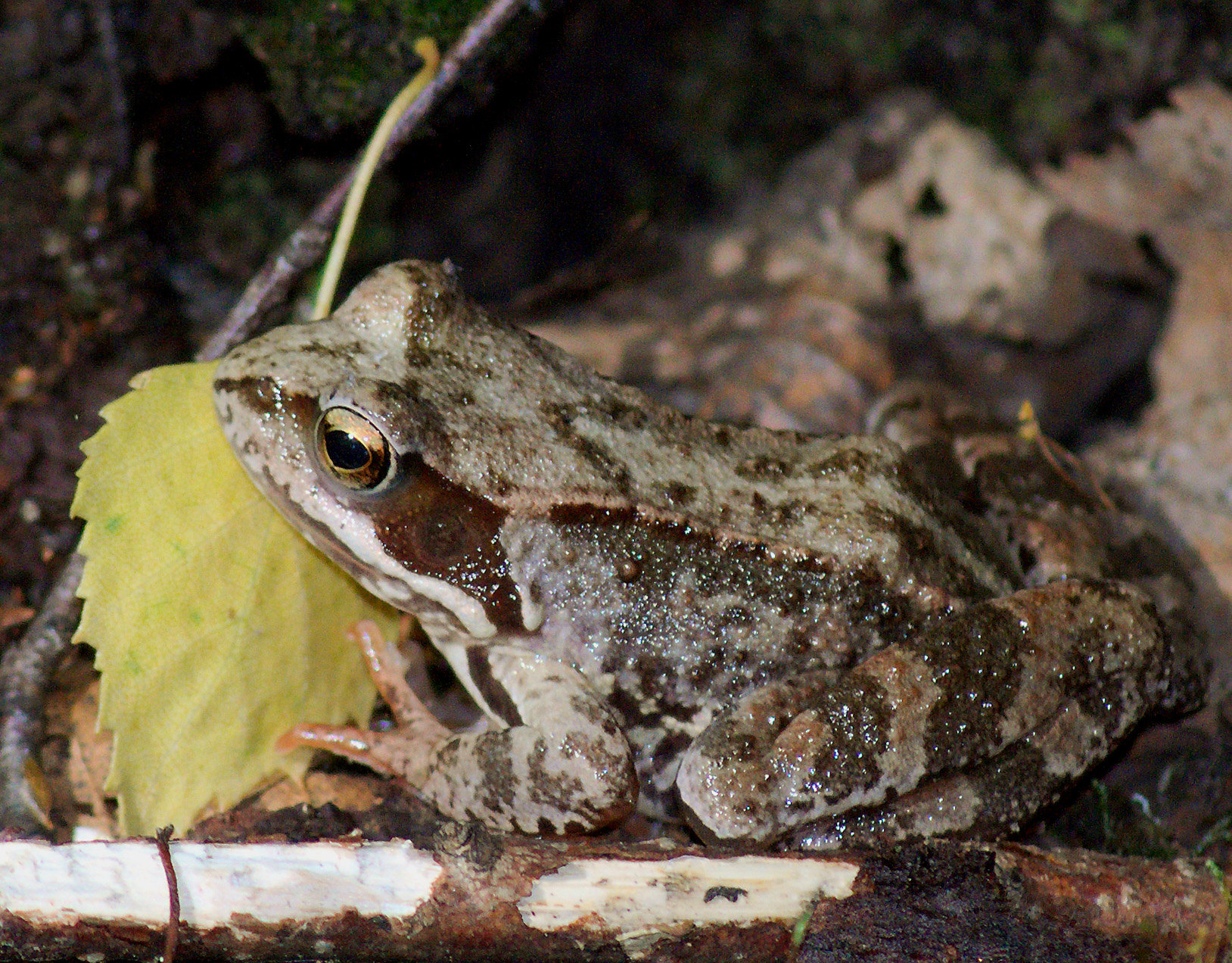
Grenouille oxyrhine